# 颱風艾濤 (2003年)
颱風艾濤（英語：Typhoon Etau，國際編號：0310，PAGASA：Typhoon Kabayan）為2003年太平洋颱風季的熱帶氣旋之一。「艾濤」一名由美國所提供，是帛琉語，風暴中的雲的意思。

## 氣象歷史
2003年8月3日，在關島以西約600公里的太平洋上發展成一個熱帶低氣壓。它向西北移動，在當晚增強為一個熱帶風暴。艾濤於8月4日增強為一個強烈熱帶風暴，並於8月5日進一步增強為一個颱風。艾濤於8月6日轉向北移，8月7日上午8時30分，艾濤於日本沖繩縣國頭郡東村登陸。下午6時30分，艾濤於日本鹿兒島縣大島郡瀨戶內町登陸，隨後轉向東北直趨日本。8月8日晚上9時，艾濤於日本高知縣室戶市登陸。8月9日清晨，艾濤減弱為一個強烈熱帶風暴，上午2時於日本兵庫縣南淡路市登陸。上午5時，艾濤於日本兵庫縣西宮市登陸。並在當晚進一步減弱為一個熱帶風暴。艾濤在8月10日上午0時30分於日本北海道幌泉郡襟裳町登陸，同日清晨在北海道變成一個溫帶氣旋。

## 影響
艾濤在橫過日本期間共導致11人死亡、10人失蹤及接近80人受傷。狂風暴雨令最少20間房屋損毀及引致106宗山泥傾瀉。超過1000間房屋被洪水淹沒。除了火車服務需要暫停外，超過450班航機亦要被迫取消。

## 外部連結
- . 國立情報學研究所. （英文）